# Embalse del Gran Brandvlei
El embalse del Gran Brandvlei se encuentra en la conjunción de dos afluentes del río Breede, cerca de Worcester, en la provincia del Cabo Occidental, en Sudáfrica. 
Está formado por la unión del embalse de Brandvei, al norte, y el embalse de Kwaggaskloof, al sur, después de su reconstrucción en 1989, ampliando la presa tanto en altura como en longitud. Su principal propósito es el regadío y la contención de inundaciones. La presa tiene una altura de 21,5 m y una longitud de cresta de 1250 m. El embalse tiene una capacidad de 474 hm3.
El embalse de Brandvei, en el río Lower Brandvlei, estaba formado por una presa de relleno de tierra, a 15 km al sur de Worcester, completada en 1983, con una capacidad de 303 hm3. El embalse de Kwaggaskloof, en el río Wabooms, se construyó en 1975 con una presa de 18 m y una longitud de 933 m, hasta que se amplió en 1983. El embalse tenía una capacidad de 174 hm3 y una superficie de 16,88 km2. El embalse desemboca en el río Breede. Cuando el embalse del Gran Brandvlei está lleno, la presa de Brandvlei queda oculta bajo el agua, alcanzado una capacidad total de 458 hm3. Tiene fama de poseer las mejores percas americanas de boca pequeña del país.